# 新卢齐塔尼亚
新卢齐塔尼亚是巴西圣保罗州的一个市镇。总面积73.978平方公里，总人口3403人，人口密度46人/平方公里。